# جوس شورجيرس
جوس شورجيرس (بالهولندية: Jos Schurgers) هو متسابق دراجات نارية هولندي. نافس في سباقات بطولة العالم لفئة 125 سي سي ولفئة 50 سي سي. أفضل سنة له هي 1971 عندما حل ثالثا في فئة 125 سي سي.